# سارة جارفيس
سارة جارفيس (بالإنجليزية: Sarah Jarvis)‏ هي طبيبة بريطانية، ولدت في 3 ديسمبر 1962 في لندن في المملكة المتحدة.

## وصلات خارجية
- سارة جارفيس على موقع IMDb (الإنجليزية)
- سارة جارفيس على موقع ميوزك برينز (الإنجليزية)